# 地畫

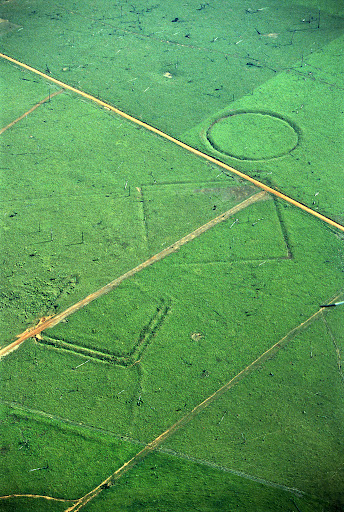
通過砍伐亚马逊雨林中的植被以製作地画

地畫是一種大地藝術，是指人類通過各種方式在地面上製成一個大型圖案，一般圖案長度要超過4米。方式之一是用碎屑岩、石头、石块等材料在地面上堆砌、排列成图案，另一種方式是通過裁剪、砍伐地表上的植物景觀以形成不同颜色或不同纹理的地面圖案。